# Odonellia hirtiflora
Odonellia hirtiflora är en vindeväxtart som först beskrevs av Martin Martens och Galeotti, och fick sitt nu gällande namn av K. Robertson. Odonellia hirtiflora ingår i släktet Odonellia och familjen vindeväxter. Inga underarter finns listade i Catalogue of Life.